# Blanca Peak
Der Blanca Peak (Navajo Sisnaajiní) ist mit 4374 m der höchste Berg der Sangre de Cristo Range im US-Bundesstaat Colorado.
Er ist der vierthöchste Berg des Bundesstaates und der Rocky Mountains insgesamt sowie der siebzehnthöchste Berg in den Vereinigten Staaten. Die Grenze zwischen Alamosa County und Costilla County verläuft über seinen Gipfel, knapp unterhalb des Gipfels in nördlicher Richtung befindet sich die Grenze zum Huerfano County. Wenige Kilometer entfernt liegt der Great-Sand-Dunes-Nationalpark. In den USA gibt es keinen Berg östlich des Blanca Peak, der höher ist als dieser. Er hat eine Dominanz von 166 km und eine Schartenhöhe von 1623 m und gehört damit zu den Ultra Prominent Peaks.
Den Navajo gilt der Berg als heilig und begrenzt das ursprüngliche Siedlungsgebiet (Dinétah) in östlicher Richtung.
Die Erstbesteigung des Blanca Peak fand am 14. August 1874 statt. Bis Anfang des 20. Jahrhunderts gab es in Gipfelnähe zwei Gletschergebiete.

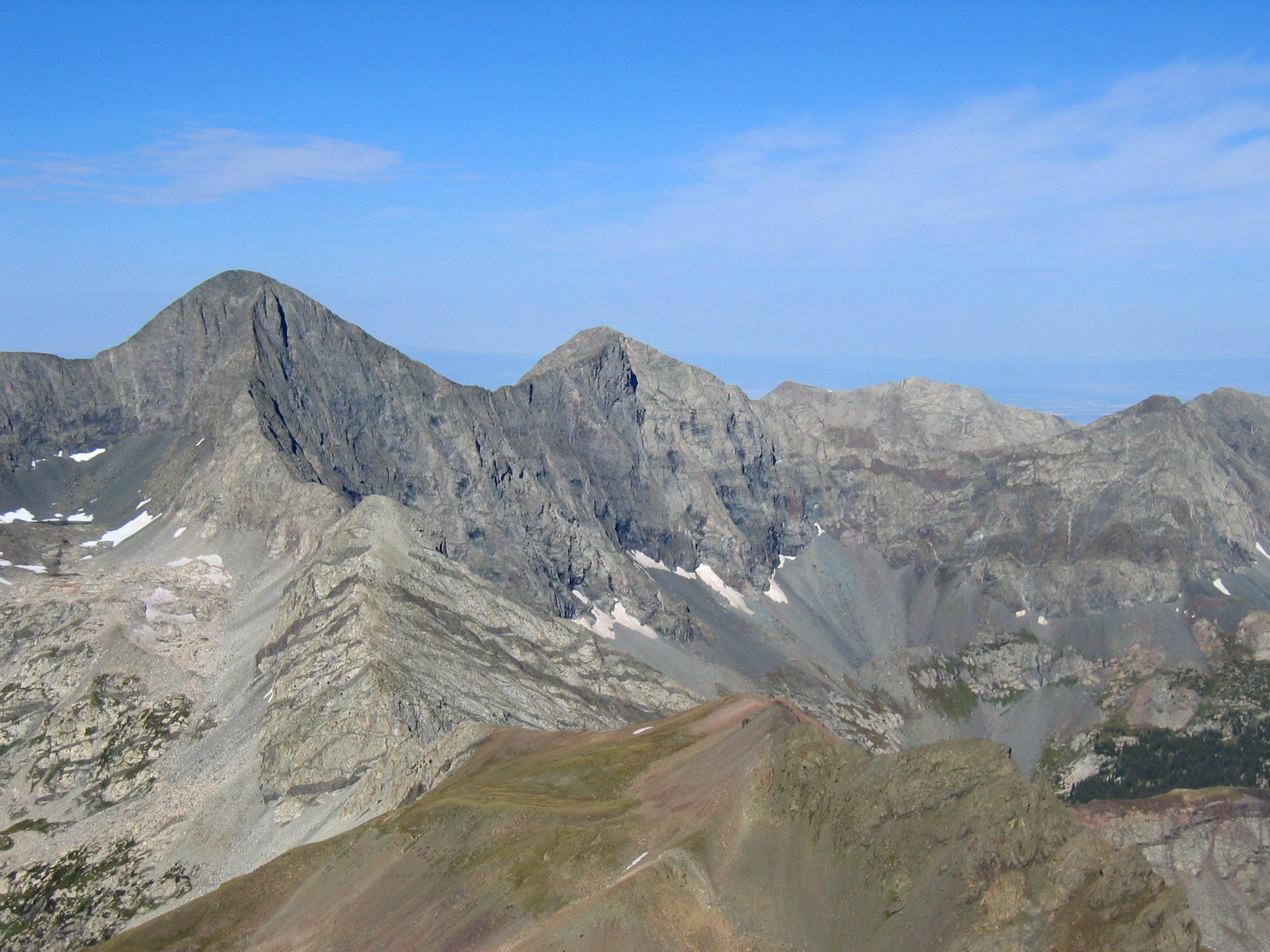
Gipfelbereich des Blanca Peak